# Fays (Luik)
Fays is een gehucht in de deelgemeente Polleur van de Luikse gemeente Theux.
Fays ligt tegen de noordhelling van de vallei van de Hoëgne en is vernoemd naar een belangrijke familie uit de 16e eeuw.
Het plaatsje kent twee kastelen:
- Het Kasteel van Fays
- Het Kasteel van Neufays

De gebouwen van Fays stammen hoofdzakelijk uit de 18e eeuw en werden gebouwd in zandsteen.